# ملعب دينامو محج قلعة
ستاد دينامو محج قلعة هو الاستاد الرسمي للنادي دينامو محج قلعة و يلعب عليه نادي أنجي محج قلعة تاركا ملعبهم خزر بسبب الرياح الدائمة فيه.